# Маршовиці (Велицький повіт)
Маршовиці (пол. Marszowice) — село в Польщі, у гміні Ґдув Велицького повіту Малопольського воєводства.
Населення — 955 осіб (2011).
У 1975-1998 роках село належало до Краківського воєводства.

## Демографія
Демографічна структура станом на 31 березня 2011 року:
|          | Загалом | Допрацездатний вік | Працездатний вік | Постпрацездатний вік |
| -------- | ------- | ------------------ | ---------------- | -------------------- |
| Чоловіки | 474     | 140                | 288              | 46                   |
| Жінки    | 481     | 126                | 281              | 74                   |
| Разом    | 955     | 266                | 569              | 120                  |